# 14244 Лабнов
14244 Лабнов (14244 Labnow) — астероїд головного поясу, відкритий 3 січня 2000 року.
Тіссеранів параметр щодо Юпітера — 3,373.